# Pseudapanteles
Pseudapanteles  (лат.) — род наездников из семейства Braconidae (Ichneumonoidea). Эндемик Нового Света. Около 40 видов.

## Распространение
Южная Америка, Центральная Америка и Северная Америка от Аргентины (34°S) до Канады (45°N).

## Описание
Мелкие паразитические наездники, длина 2-3 мм. Одиночные паразитоиды гусениц мелких молевидных бабочек из семейств Crambidae, Elachistidae, Gelechiidae, Incurvariidae, Sesiidae, Tineidae. Вытянутые глоссы апикально раздвоенные, проподеум с продольным килем.

## Систематика
Род принадлежит к подсемейству Microgastrinae. Известно 36 видов, большинство из которых обнаружены в Неотропике (Центральная и Южная Америка). Сходен с родом Mariapanteles (Whitfield et al. 2012).
- Pseudapanteles abantidas (Nixon, 1965)
- Pseudapanteles alfiopivai Fernández-Triana and Whitfield, 2014
- Pseudapanteles alvaroumanai
- Pseudapanteles analorenaguevarae
- Pseudapanteles annulicornis Ashmead, 1900
- Pseudapanteles brunneus Ashmead, 1900 (ранее в составе рода Apanteles)
- Pseudapanteles carlosespinachi
- Pseudapanteles carlosrodriguezi
- Pseudapanteles christianafigueresae
- Pseudapanteles dignus (Muesebeck, 1938)
- Pseudapanteles gouleti Fernández-Triana, 2010]][6]
- Pseudapanteles jorgerodriguezi
- Pseudapanteles josefigueresi
- Pseudapanteles laurachinchillae
- Pseudapanteles lipomeringis (Muesebeck, 1958)
- Pseudapanteles luisguillermosolisi
- Pseudapanteles margaritapenonae
- Pseudapanteles mariobozai
- Pseudapanteles mariocarvajali
- Pseudapanteles maureenballesteroae
- Pseudapanteles moerens (Nixon, 1965) (ранее в составе рода Apanteles)
- Pseudapanteles munifigueresae
- Pseudapanteles nigrovariatus (Muesebeck, 1921)
- Pseudapanteles pedroleoni
- Pseudapanteles ottonsolisi
- Pseudapanteles raulsolorzanoi
- Pseudapanteles renecastroi
- Pseudapanteles rodrigogamezi
- Pseudapanteles rosemarykarpinskiae
- Pseudapanteles ruficollis (Cameron, 1911)
- Pseudapanteles sesiae (Viereck, 1912)
- Pseudapanteles soniapicadoae
- Pseudapanteles teofilodelatorrei
- Pseudapanteles alfiopivai
- Pseudapanteles alfiopivai